# Condé-sur-Suippe
Condé-sur-Suippe ist eine  französische Gemeinde mit 343 Einwohnern (Stand: 1. Januar 2022) im Département Aisne in der Région Hauts-de-France (bis 2016: Picardie). Sie gehört zum Arrondissement Laon, zum Kanton Villeneuve-sur-Aisne und zum Gemeindeverband Champagne Picarde.

## Geografie
Die Gemeinde Condé-sur-Suippe liegt am Nordwestrand der Trockenen Champagne an der Grenze zum Département Marne und an der Mündung der Suippe in die Aisne. Nachbargemeinden von Condé-sur-Suippe sind Guignicourt im Norden, Variscourt im Osten, Aguilcourt im Südosten, Cormicy im Südwesten, Berry-au-Bac im Westen sowie Juvincourt-et-Damary im Nordwesten.

## Bevölkerungsentwicklung
| Jahr                       | 1962 | 1968 | 1975 | 1982 | 1990 | 1999 | 2011 | 2021 |
| Einwohner                  | 444  | 384  | 312  | 341  | 279  | 260  | 222  | 327  |
| Quellen: Cassini und INSEE |      |      |      |      |      |      |      |      |

## Sehenswürdigkeiten

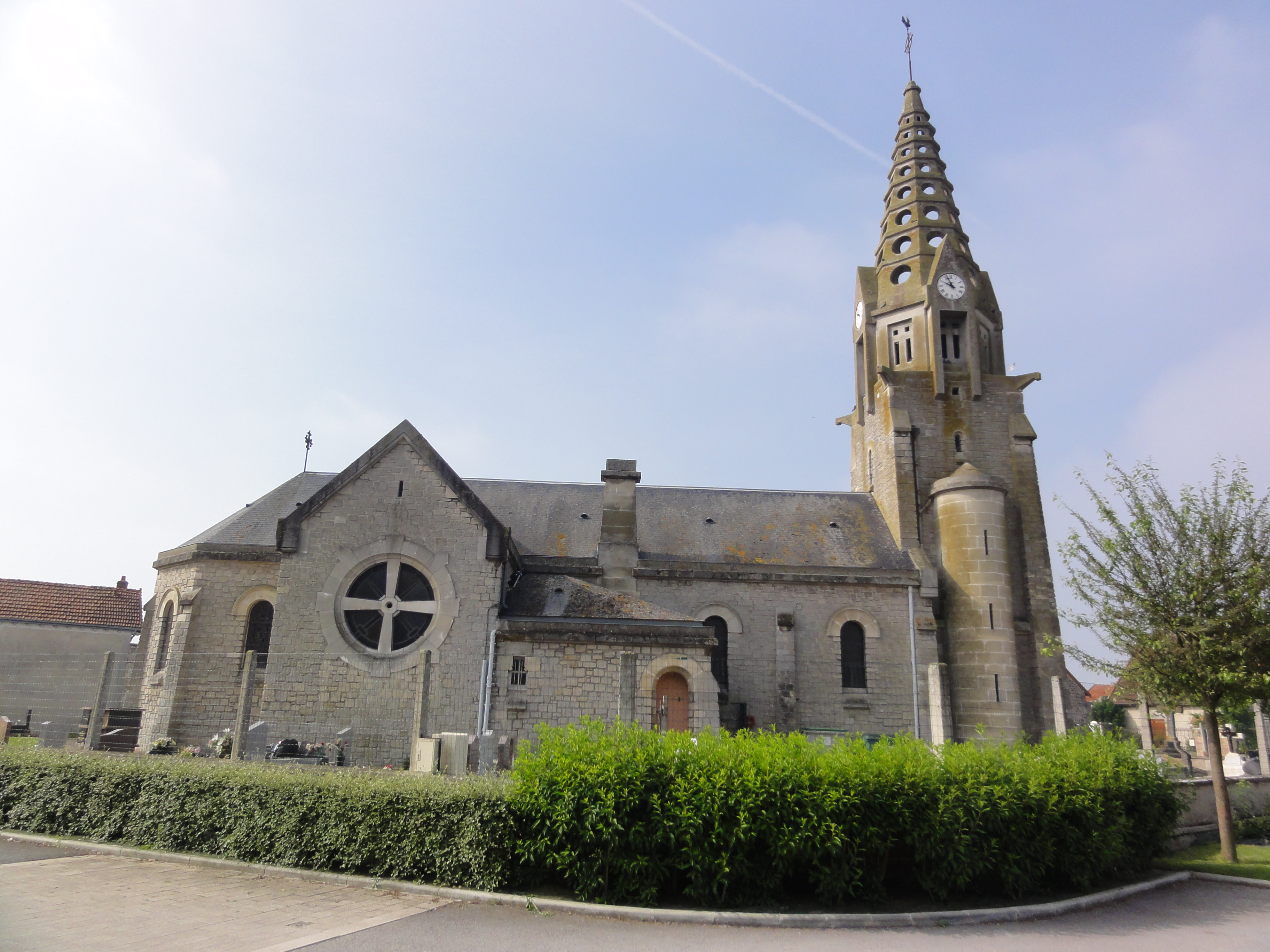
Kirche Saint Pierre Saint Paul des Trois Rivières
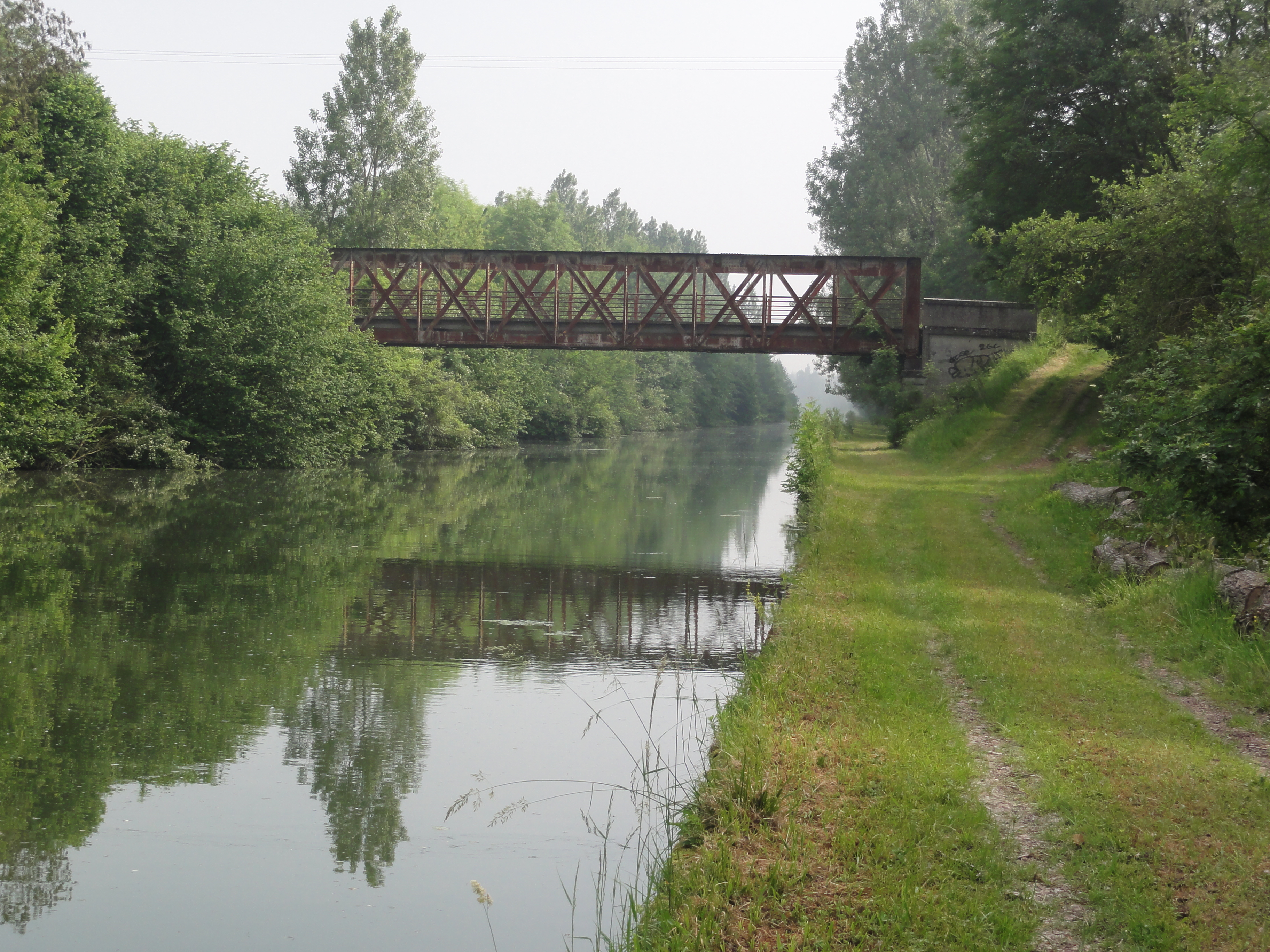
Canal latéral à l’Aisne
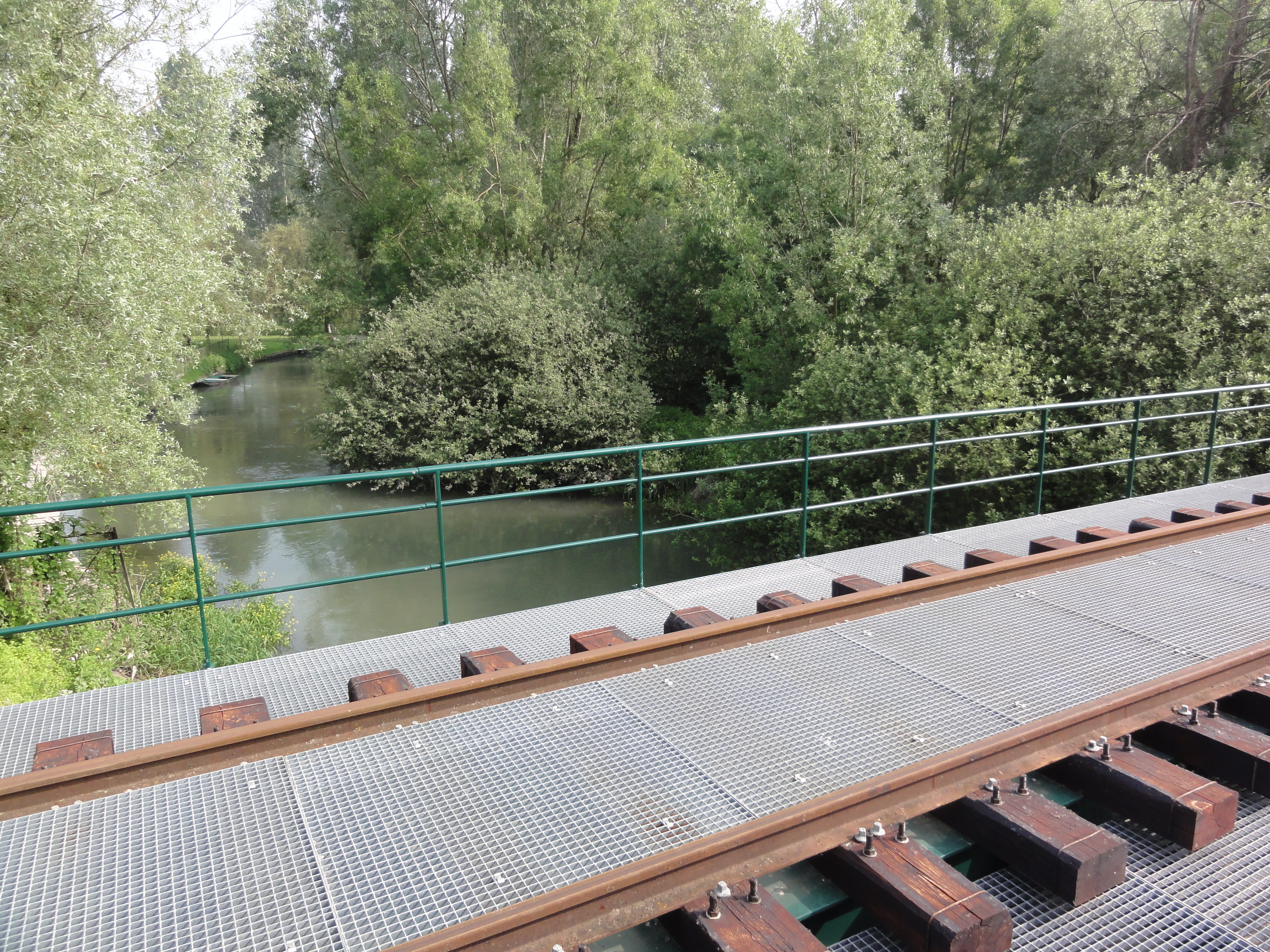
Brücke über die Suippe
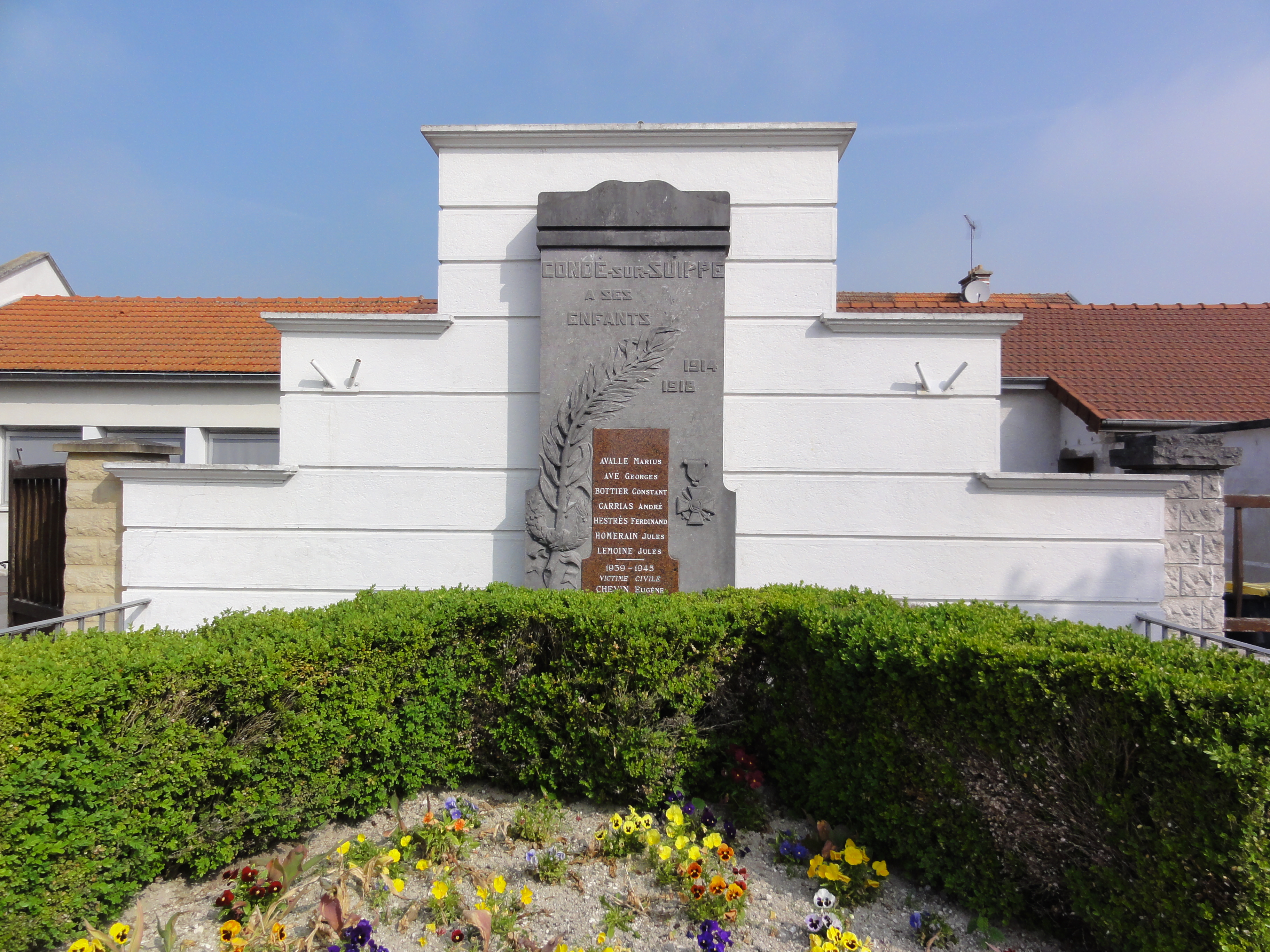
Gefallenendenkmal

- Kirche Saint Pierre Saint Paul des Trois Rivières
- Canal latéral à l’Aisne
- Brücke über die Suippe
- Gefallenendenkmal